# KNM-ER 3883
KNM-ER 3883 es el número y siglas del Kenia National Museum (Museo Nacional de Kenia) que identifican el espécimen de un cráneo parcial adulto, posiblemente masculino, de Homo ergaster de una edad de 1,6 millones de años y que fue hallado en Koobi Fora, al este del lago Turkana (antes lago Rodolfo, Kenia) en el año 1976 por el paleoantropólogo Richard Leakey. Léase: "Kenia National Museum-East Rudolf 3883".
Se trata de uno de los cráneos más completos que se han hallado de esta especie, junto a KNM-ER 3733. Muestra una capacidad craneal mayor que la de cualquier homínido anterior, unos 804 cm³, si bien inferior a KNM-ER 3733, un ejemplar más grácil asignado también a la misma especie y encontrado el año anterior. El cráneo es bajo y con una base muy ancha. Tiene un gran reborde óseo, torus occipital, sobre las órbitas, separado de la frente por un surco bien marcado.